# Häfen Gernsheim
Die Häfen Gernsheim umfassen zwei Hafenbecken für die Großschifffahrt, einen Landungssteg für die Personenschifffahrt (Stromhafen), zwei Sportboothäfen für die Freizeitschifffahrt, einen Fährhafen sowie ein Gewerbegebiet.
Sie liegen bei Rheinkilometer 461,7 bis 462,6 im Westen der Stadt Gernsheim, Hessen am Oberrhein.

## Geographie
Die Häfen in Gernsheim liegen rechtsrheinisch an mehreren räumlich getrennten Standorten westlich des Ortskerns auf einer Höhe von 87 m ü. NN.
- Rhein km 461,7 R: Fährhafen Gernsheim – Eich
- Rhein km 461,9 R: Personenschifffahrtslände Gernsheim
- Rhein km 462,1 R: Hafenbecken I (gewerbliche Großschifffahrt) und Marina
- Rhein km 462,5 R: Hafenbecken II (Ölhafen)

Weiterhin verfügt Waibel Beton über eine eigene Anlegestelle auf dem Werkslände. 
Die Steganlage des Motor- und Segelbootclub Gernsheim hingegen befindet sich bei Rheinkilometer 466,0 L am Eicher See.

## Geschichte
Bereits zur Bronzezeit, Hallstattzeit und Latènezeit war der Rhein ein wichtiger Handelsweg zwischen der Nordsee und dem Mittelmeer. Es wurde gerudert, gesegelt, gestakt und getreidelt. Zu römischer Zeit kam die strategische Bedeutung für die römische Rheinflotte hinzu. Es soll damals bereits einen Hafen in Gernsheim gegeben haben.  Nach dem Zerfall des römischen Reiches wurde die Rheinschifffahrt durch alle Zeiten beibehalten und bis Ende des 19. Jahrhunderts auch die Flößerei betrieben.
Der erste der heutigen Schutzhäfen mit einem vom Rheinstrom abgesetzten Becken entstand in Gernsheim im Jahre 1858. 1869 wurde erstmals auch ein Bahnanschluss geschaffen.
Im Zweiten Weltkrieg wurden die Anlagen teilweise zerstört. Im Vollzug von Hitlers Nerobefehl (19. März 1945) wurde am 20. März 1945 die benachbarte Rheinbrücke durch deutsche Truppen gesprengt.
In den frühen 1950er Jahren erfolgte der Wiederaufbau der Hafenanlagen. Im Jahre 1953 waren die Hafenbecken in ihrer heutigen Form wiederhergestellt. Den erhaltenen Bunker des Brückenschutzes nutzt seither die Wasserschutzpolizei, die dort ihre Station errichtet hat. Die Brücke wurde nicht wiederaufgebaut.

## Gewerbe und Infrastruktur
Heute umfassen die gewerblichen Hafenanlagen etwa 200 Hektar Gesamtfläche. Es stehen 0,8 km Kaianlagen zur Verfügung, von denen 600 m auch mit Gleisanschlüssen der Hafenbahn erschlossen sind. Diese wird von der Gernsheimer Umschlags- und Terminalbetriebsgesellschaft mbH & Co KG betrieben. Sie verbindet den Hafen mit der Riedbahn. In den Häfen Gernsheim ist so ein trimodaler Güterumschlag möglich. Im Hafenbecken I gibt es eine Containerbrücke und einen Halbportalkran. Das Hafenbecken II verfügt ebenfalls über einen Portalkran und Einrichtungen zum Umschlag von Flüssigkeiten.
Die Häfen in Gernsheim sind die einzigen hessischen Rheinhäfen, die in den Jahren 2010 bis 2020 umfassend modernisiert wurden. Die recht engen Hafeneinfahrten wurden erweitert. 200 und 600 m stromabwärts von Hafenbecken II befinden sich die unbefestigten Bedarfsländen der Firmen Waibel und SILIN die jeweils über einen eigenen Verladekran verfügen. Das Baustoffunternehmen Waibel KG hält zudem 88 Prozent der Anteile an der Gernsheimer Hafenbetriebs-Gesellschaft.
Die anderen Hafenanlagen haben eigene Betreiber. Der Gernsheimer Rheinfährbetrieb GmbH obliegt der Fährbetrieb und der Sportboothafen wird auf Vereinsebene verwaltet.

## Verkehr
Die Häfen in Gernsheim sind über Gemeindestraßen zu der Bundesstraße 44 hin verkehrsmäßig erschlossen; ein Abzweiggleis vom Bahnhof Gernsheim verbindet den Schienenverkehr der Hafenbahn mit der Bahnstrecke Mannheim–Frankfurt am Main (Riedbahn).

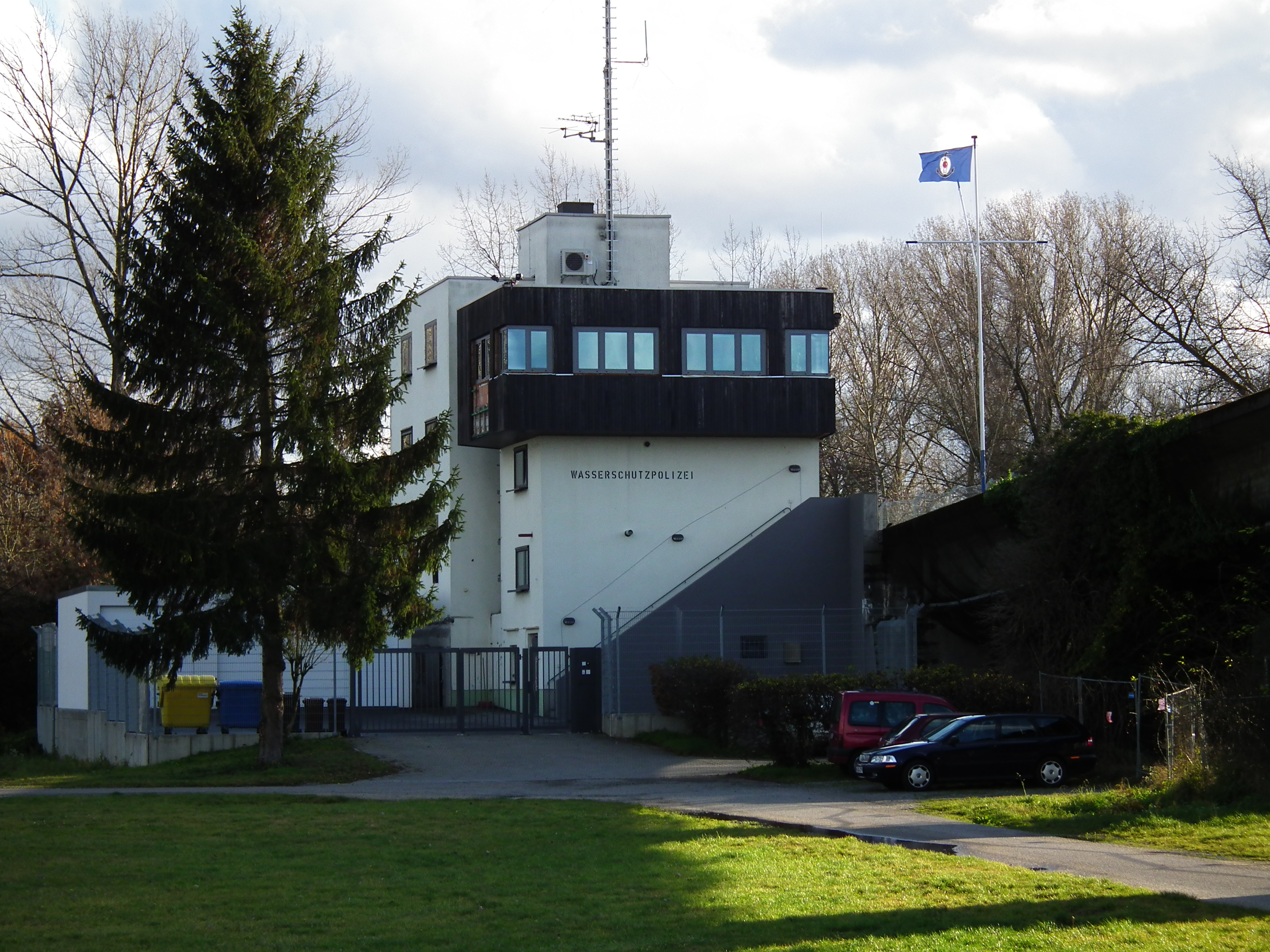
WSP-Dienststelle
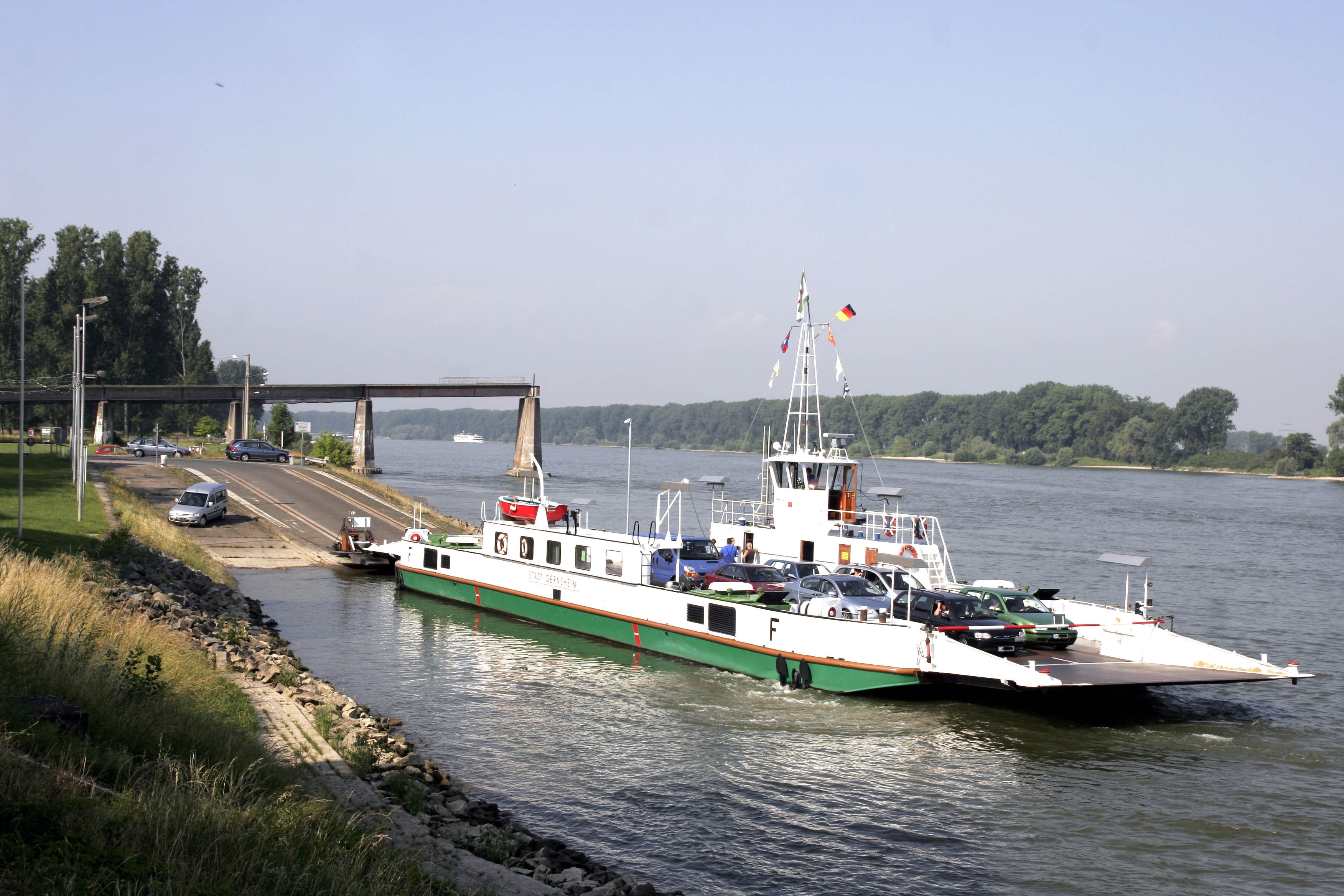
Anlegestelle Rheinfähre
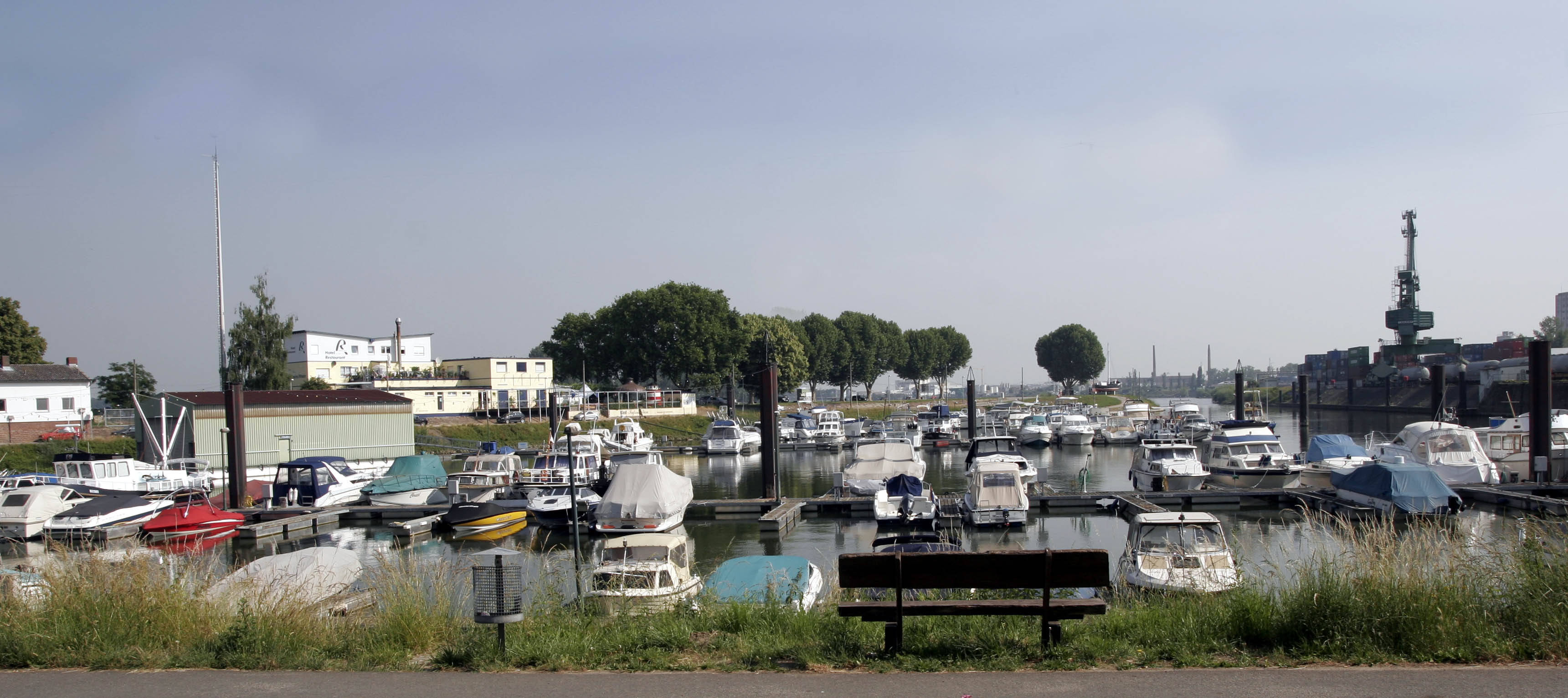
Marina I
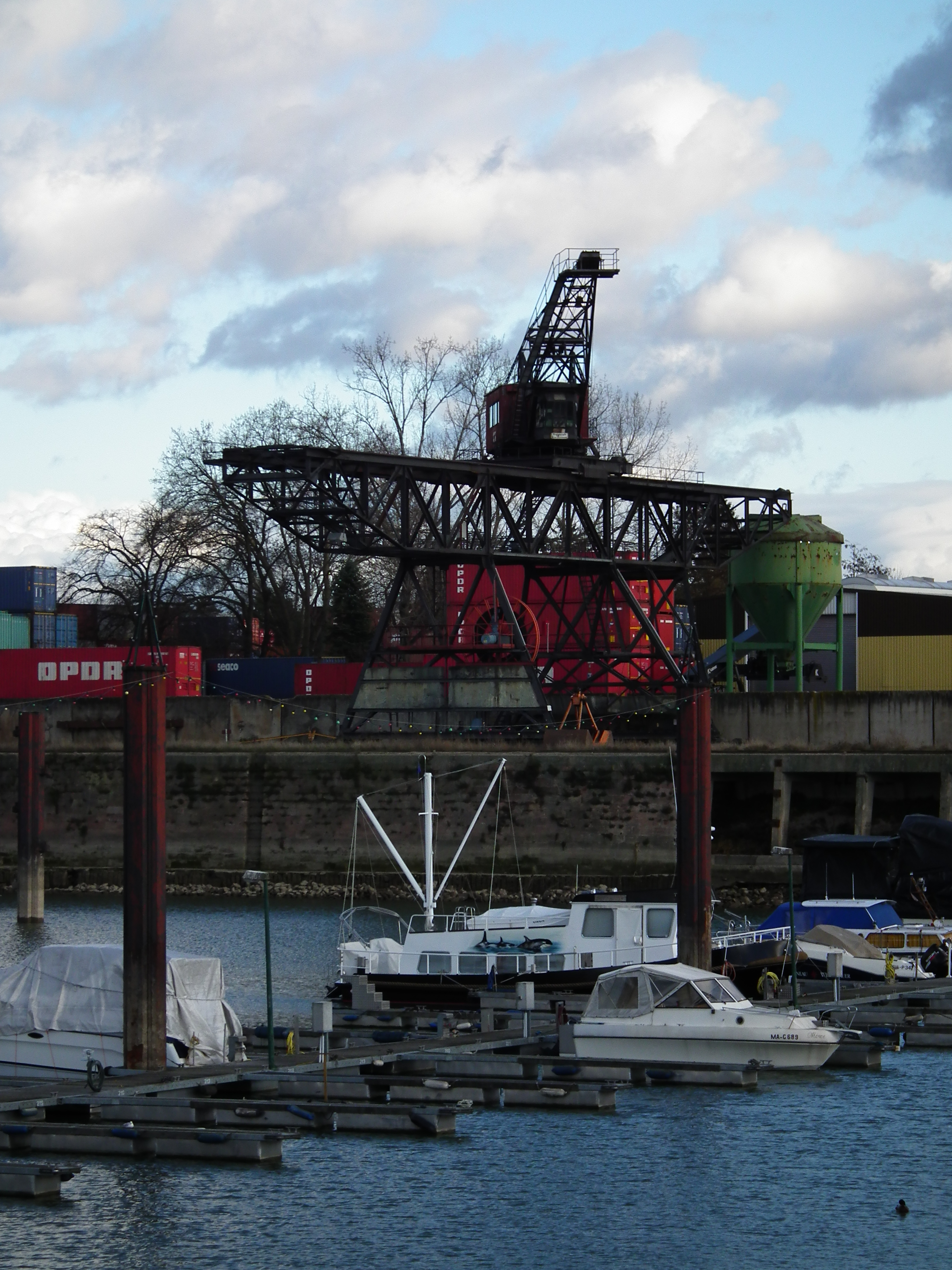
Hafenbecken I
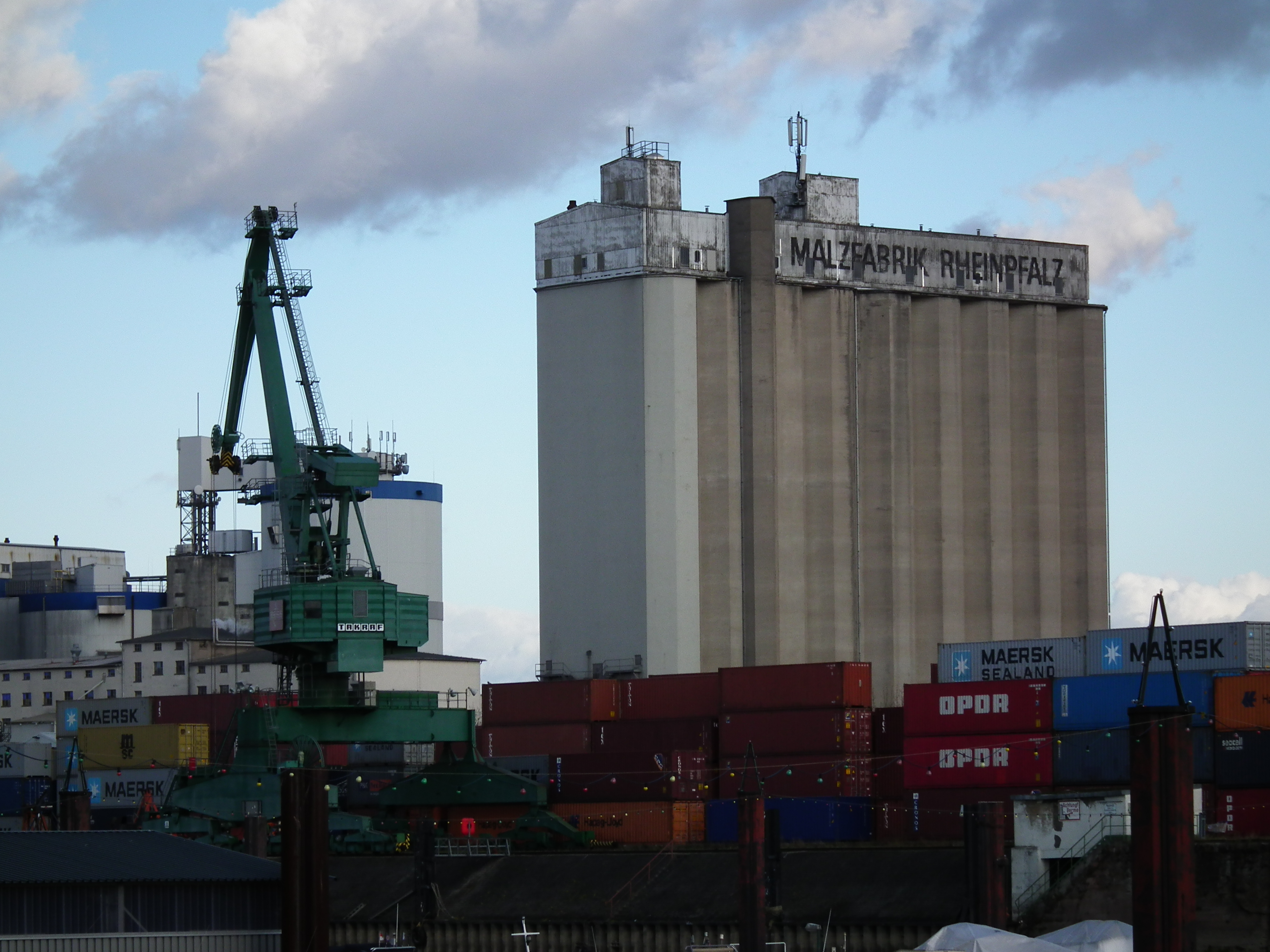
Containerterminal
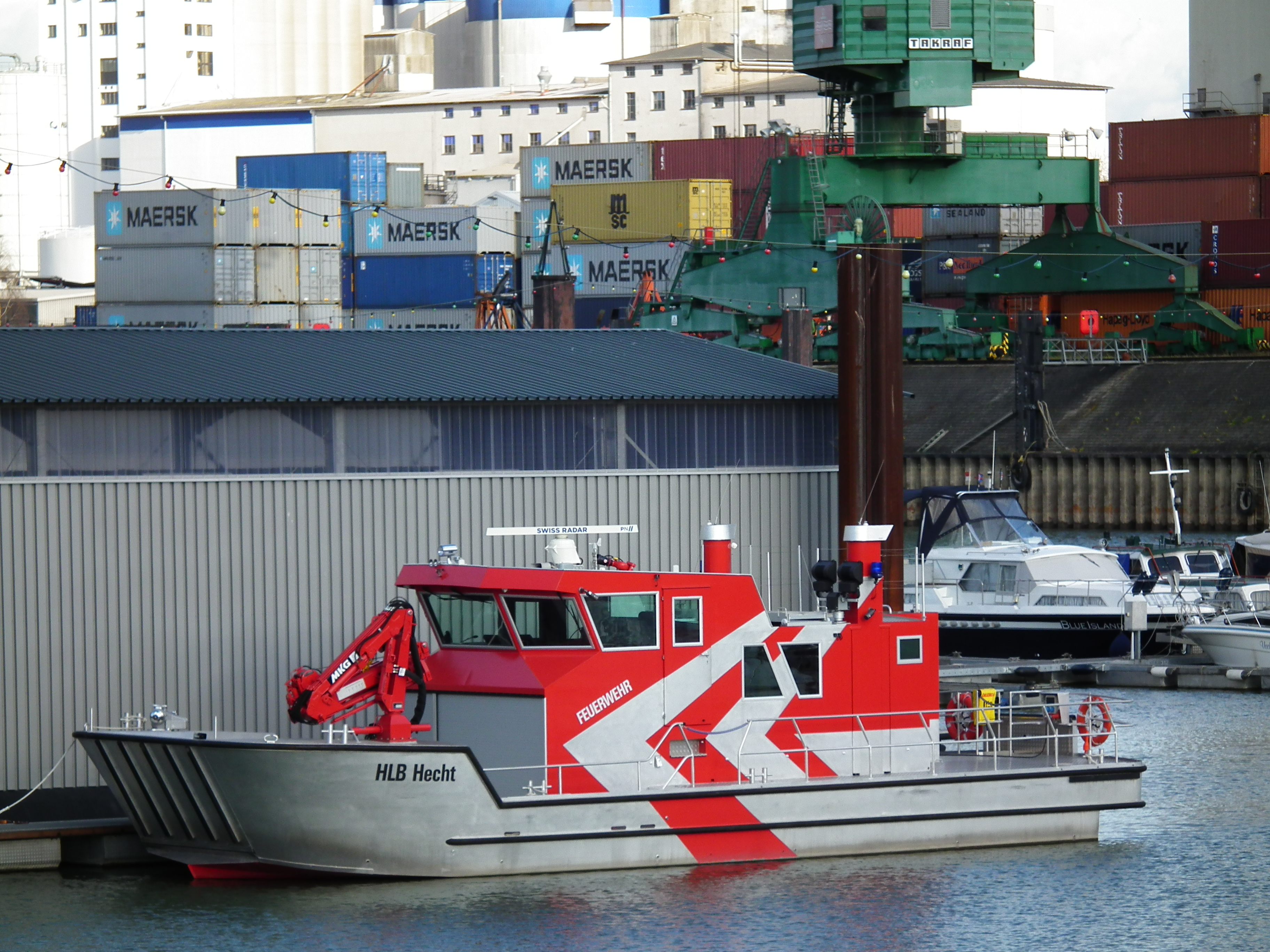
Feuerwehrboot
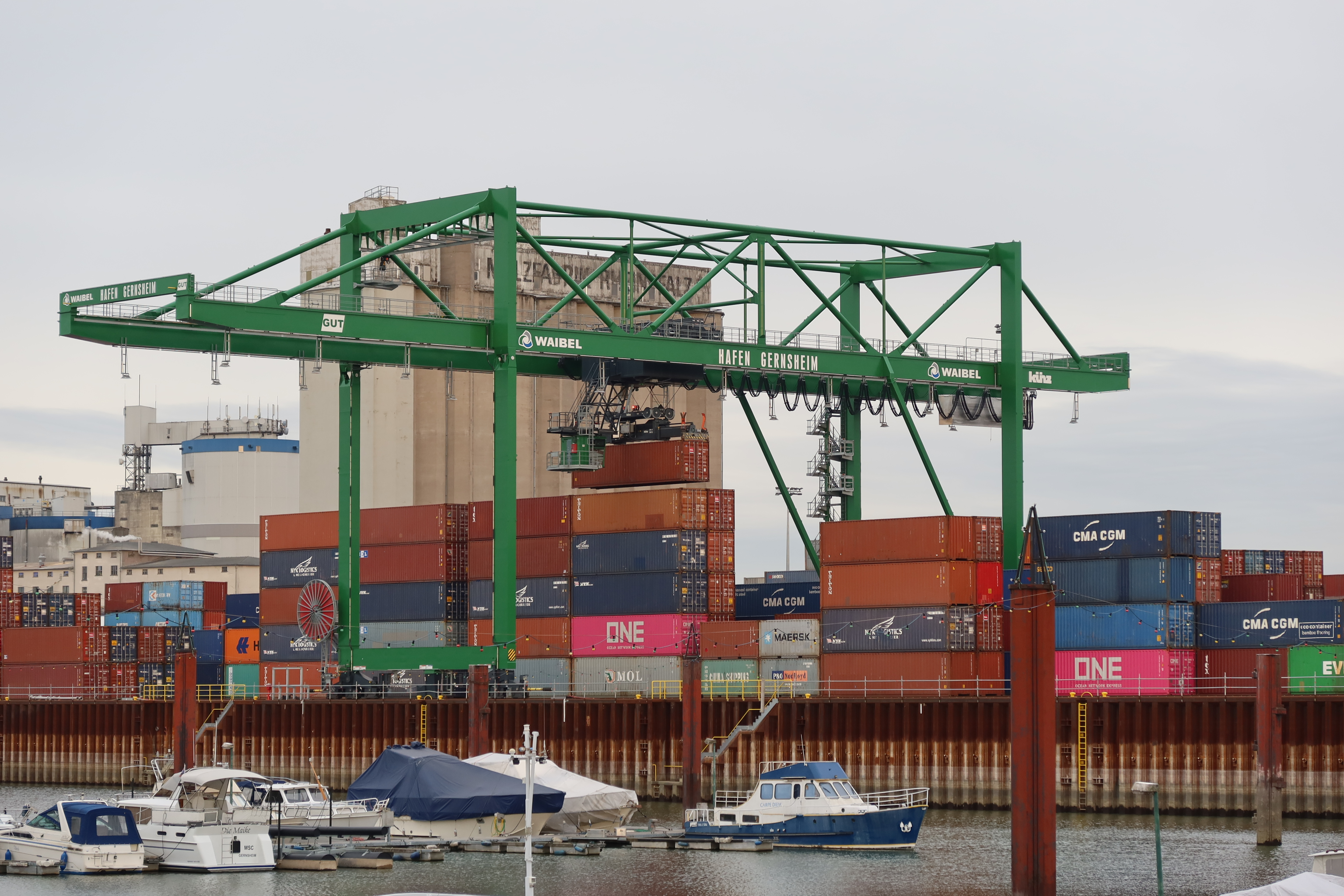
Neue Containerbrücke